# Gysbert Japicx
Gysbert Japicx (ook: Gysbert Japix, Gysbert Japiks, Gijsbert Japiks, Gijsbert Jacobs) (Bolsward, 1603 - aldaar, 1666) is de bekendste Friese renaissanceschrijver en wordt gezien als de grondlegger van het Fries als geschreven taal. Hij is een van de historische onderwerpen in de Canon van Friesland.

## Werk en leven

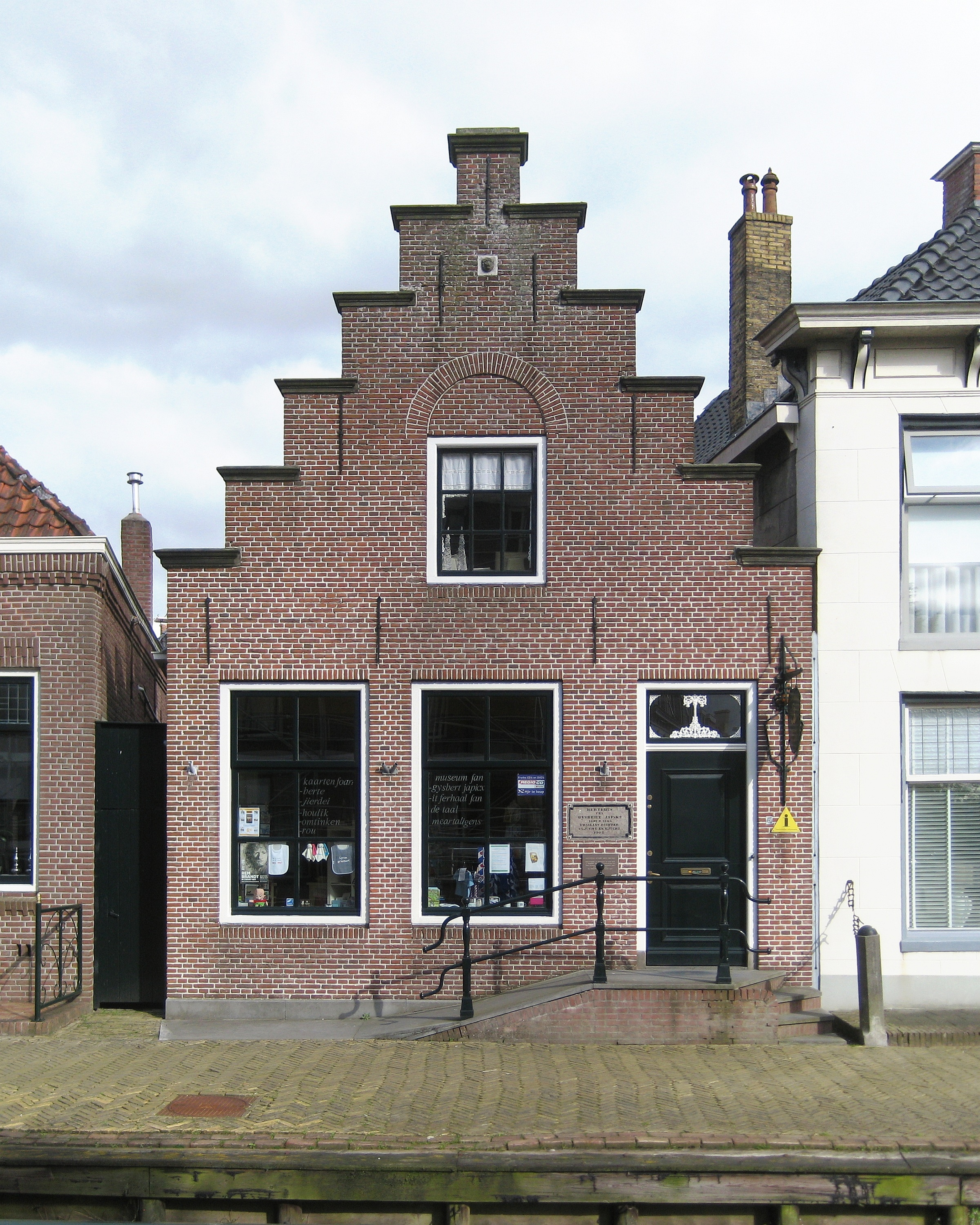
Het Gysbert Japicxhûs, Japicx' geboortehuis (tegenwoordig museum) aan de Wipstraat in Bolsward (2014)

Gysbert Japicx werd geboren in de Friese stad Bolsward. Hij was de zoon van Ancke Willems en Jacob Gysberts. Zijn vader was kistenmaker en burgemeester van Bolsward en heeft een grote rol gespeeld in het ontwerp van het Stadhuis van Bolsward. Hij groeide op in een tijd waarin het Fries alleen nog een spreektaal was, een zogenaamde boerentaal waarbij de elite en gezagsdragers Nederlands spraken. Ook wetten werden allang niet meer in het Fries opgesteld.
Na de Latijnse school ging hij bij zijn vader op kantoor werken, in 1625 werd hij aangesteld als schoolmeester te Witmarsum. In 1635 ging het slecht met zijn gezondheid, politieke spanningen rond zijn vader kunnen daar debet aan geweest zijn. Daarna kon hij, mede door de invloed van zijn vader, in 1637 als onderwijzer aan de stadsschool in Bolsward benoemd worden. Ook was hij daar voorzanger in de Martinikerk.
In vrij korte tijd (van 1639 tot zijn dood) ontwikkelde hij zich van een boers Vergiliaans schrijver tot een literator, die het Fries gebruikte als een klassieke taal voor zijn gedichten. Hij verzamelde boeken. Zijn liefde voor literatuur begon al in 1625, toen hij bevriend was geraakt met de jonge dichter Petrus Geestdorp. Er waren in die tijd al wel eerder Friese dichters geweest, maar die werden door hem sterk overtroffen. Dit kwam ook doordat hij regels opstelde voor het schrijven in het Fries.
In 1640 verscheen van zijn hand het bruilofsgedicht Fryske Tsjerne, met speelse verhaaltjes en gedichten, onder andere over een dronken boer die op zijn trouwdag eerst nog de pacht gaat brengen bij zijn heer. In 1646 kwam de taalkundige Franciscus Junius voor twee jaar naar Bolsward. Hij deed onderzoek naar de overeenkomsten tussen het Nederlands, Fries en Oudengels. Japicx onderwees hem in het Fries en mogelijk inspireerde Junius hem om zich nog serieuzer op het schrijven te richten. Maar misschien was het schrijven ook een manier om troost te vinden: hij verloor in 1656 drie van zijn kinderen aan de pest.
Uiteindelijk zou Japicx zelf ook aan de pest sterven, in 1666 tijdens de laatste pestepidemie die Europa trof. Tegelijkertijd stierven ook zijn vrouw en nog een zoon. Alleen zijn oudste zoon, Salves, zou niet jong sterven. Japicx en zijn vrouw zijn beiden begraven in de Martinikerk in Bolsward.

### Postume uitgave
Japicx' volledige werk is pas na zijn dood uitgegeven door zijn vriend Simon Abbes Gabbema. Dit werk verscheen in 1668 onder de titel Friesche Rymlerye (Fries dichtwerk).
Het werk van Japicx valt in drie delen uiteen:
- Leafde en boartlike mingeldeuntsjes ('Liefde en speelse versjes'), waarin opgenomen de Fryske Tsjerne
- Gemiene of hûsmanne petear ('Gesprek van de gewone man of boer')
- Himelsk harplûd ('Hemelse harpklank', oftewel psalmen)

Het eerste deel bevat volksaardige versjes en verhaaltjes, het tweede wat serieuzere tweegesprekken en een paar liederen, en het laatste Friese vertalingen van psalmen en andere geestelijke liederen. Verder is de briefwisseling tussen Japicx en Gabbema uitgegeven.

### Voorbeeldwerk
Het eerste couplet uit het lied 'Wolkom freugde fan 'e wrâld' in de originele, moderne en Nederlandstalige versie:
| Wol-komm' freugde fenne Wrâd, Haed-ljeacht oerre Stierren, Griente, Kruwd in Blomme-Fâd, Mietter fen uwz jieren, Hijmmel-eag dy 't al oer-sjocht Dy uwz Dauwe in Miste' ontjocht Dy uwz 't fjild bemiellet, Ja mey goud oer-striellet. |  |  |  |  |  |  |  |  |  | Wolkom freugde fan 'e wrâld, haadljocht oer de stjirren, griente, krûd blommefâd, mjitter fan ús jierren, himeleach, dy't al oersjocht dy ús dauwe en mist ûntsjocht dy ús 't fjild bemielet. Ja, mei goud oerstrielet. |  |  |  |  |  |  |  |  |  | Welkom vreugde van de wereld, hoofdlicht over de sterren, groente, kruid en bloemenvoogd, meter van onze jaren, hemeloog die alles overziet die ons dauw en mist onttrekt die ons het veld beschildert. Ja, met goud overstraald. |

## Invloed
Gysbert Japicx moet al tijdens zijn leven nationale en internationale bekendheid hebben genoten. Hij onderhield contacten met Hollandse en Engelse schrijvers en geleerden en Franciscus Junius heeft een tijdlang in Bolsward gewoond om van Japicx Fries te leren.
De bijzondere betekenis van Japicx werk ligt in het feit dat hij voor het eerst sinds het verdwijnen van het Fries als rechts- en bestuurstaal, rond 1580, de taal weer voor serieus werk gebruikt. Zijn schrijverij sluit qua stijl aan bij die van 17e-eeuwse Hollandse renaissanceschrijvers. De heersende opvatting in de literaire frisistiek is dat Japicx daarmee het Fries weer een plaats tussen de Europese cultuurtalen wilde geven. Het is een strijdpunt of hij daarmee ook de maatschappelijke emancipatie van het Fries op het oog had. Vóór Japicx werd de Friese taal in bijvoorbeeld de liedkunst vooral aangewend om boerse taferelen te schilderen, zoals in de door de componist Jacob Vredeman de Vries op muziek gezette Friese villanellen, of in het enkele Friese lied dat Jan Jansz. Starter in zijn bundel, de Friesche Lusthof, opneemt. Hoe dit ook zij, de taal en spelling van Japicx' werk vormen de basis van de hedendaagse Friese schrijftaal, zoals die zich in de 19e en 20e eeuw heeft ontwikkeld.

## Eerbetoon

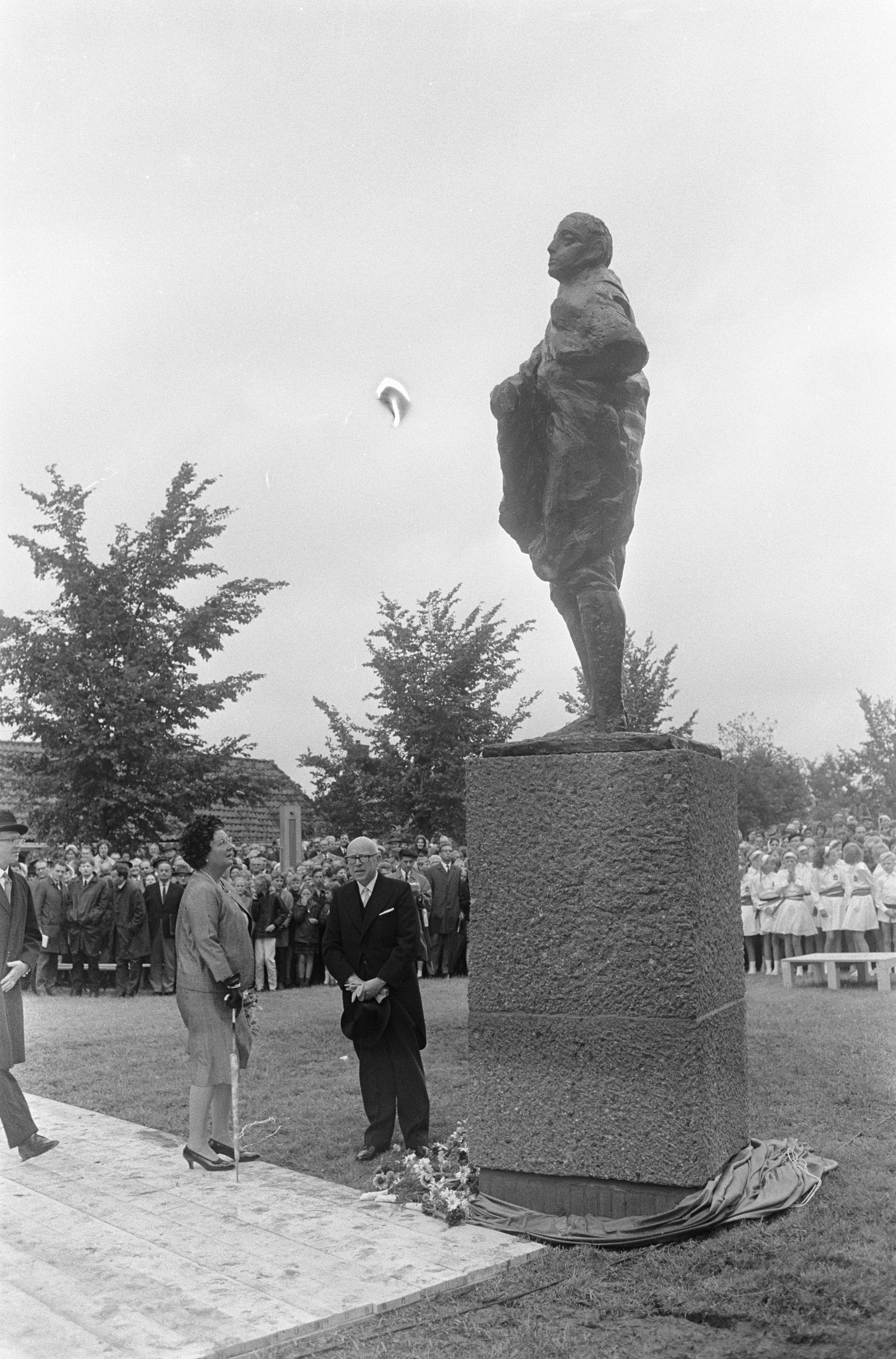
Onthulling van het standbeeld van Gysbert Japicx in Bolsward door Koningin Juliana in 1966

In veel Friese steden en dorpen is wel een straat of laan naar Gysbert Japicx vernoemd. In zijn geboorteplaats Bolsward werd in juli 1823 een borstbeeld onthuld, wat gepaard ging met grote volksfeesten. De Gedeputeerde Staten van Friesland hebben in 1947 een belangrijke literatuurprijs naar Japicx vernoemd, de Gysbert Japicxpriis. 
Het jaar 2003, vierhonderd jaar na Japicx' geboorte, is door de provincie Friesland tot Gysbert Japiksjaar uitgeroepen. In dat jaar werd Japicx geëerd met een tentoonstelling, diverse boeken en een rockopera over zijn leven en de uitgave van een cd met zijn bekendste liederen.

## Familienaam
De echte familienaam van Gysbert Japicx was eigenlijk Hol(c)kema (een van de 19e-eeuwse grondleggers van boekhandel Scheltema & Holkema in Amsterdam is ook uit dit geslacht) en hij was een telg uit het geslacht Van Holkema. Gysbert gebruikte zijn familienaam echter weinig, en anderen na hem evenmin. Het gevolg is dat het patronymicon Japiks vaak als familienaam wordt gebruikt. Daarvan zijn in de loop van de geschiedenis drie gangbare varianten ontstaan. De schrijfwijze 'Japicx' komt van de ondertekening die Gysbert gebruikte in de brieven aan zijn vriend Simon Abbes Gabbema (naast Nederlandse varianten als Jacobs). Deze zijn opgenomen in de Rymlerye-edities van 1681 en 1684. De schrijfwijze 'Japiks' is volgens de spellingsregels van het Fries, dat de x amper gebruikt, ook niet in eigennamen. De schrijfwijze 'Japix' staat op het titelblad van de Friesche Rymlerye.
De eerste twee varianten waren tot 1989 gangbaar. Philippus Breuker heeft met de publicatie van zijn proefschrift ‘It wurk fan Gysbert Japix’ de derde variant weer in zwang gebracht. Voor de naam Gysbert Japicxpriis heeft de Provincie Friesland consequent de –cx schrijfwijze gebruikt.

## Trivia
- De liederen van Japicx zijn contrafacten, ze kunnen dus worden gezongen op bekende wijsjes van die tijd.
- Japicx was een oom van schilderes Margareta de Heer.
- In 1966 werden vijf Zomerzegels uitgebracht met als thema 'letterkunde', waarvan twee postzegels en een poststempel waren gewijd aan Gysbert Japicx.[5]

## Uitgaven
- De Friessche tjerne. Bruiloftsgedicht [1640], ed. Pieter Sipma, Bolsward 1932